# Adorazione dei Magi (Signorelli)
L'Adorazione dei Magi è un dipinto a olio su tavola trasportato su tela (331 × 245 cm) di Luca Signorelli e aiuti, databile al 1495 circa e conservato nel Museo del Louvre a Parigi.

## Storia
L'opera fu probabilmente la prima dipinta da Signorelli a Città di Castello. Originariamente si trovava nella chiesa di Sant'Agostino. Dopo le secolarizzazioni finì per entrare nella collezione Campana a Roma, e da qui al Louvre nel 1863.

## Descrizione e stile
La qualità dell'opera non è eccelsa, per un ampio ricorso agli aiuti e uno stile piuttosto frettoloso. La scena si svolge sul primo piano, secondo le innovazioni iconografiche fiorentine susseguitesi negli anni immediatamente precedenti (Botticelli, Leonardo...), con la Madonna col Bambino al centro, riverita da uno dei Magi che sta porgendo il suo dono a un Gesù incuriosito; un altro ha già consegnato la sua ampolla, che sta in terra, e ora discorre con san Giuseppe sulla destra, mentre il terzo attende il suo turno in una retorica posa sulla sinistra, col braccio alzato a mostrare il prezioso dono.
La fuga prospettica del loggiato-capanna sulla destra conduce l'occhio dello spettatore verso il secondo piano, affollato dal corteo, in cui si vedono numerosi cavalieri riccamente bardati, che passano attraverso un arco roccioso naturale. Si tratta di un'impostazione molto simile a quella dell'Adorazione dei Magi Tornabuoni (1487) di Domenico Ghirlandaio. A sinistra uno sperone di montagna fornisce la seconda quinta (col loggiato), e in mezzo si apre un paesaggio lacustre che sfuma in lontananza secondo le novità di Leonardo da Vinci, rese ormai popolari da Perugino, Ghirlandaio e altri.
Il cielo, tipicamente signorelliano, anche se di fattura modesta, mostra moti di nubi tumultuosi, che accentuano l'espressività della rappresentazione.